# Alexandre Jean Cuza
Alexandre Jean Cuza (en roumain : Alexandru Ioan Cuza), né le 1er avril 1820 à Bârlad en Moldavie (en Roumanie) et mort le 15 mai 1873 à Heidelberg (en Allemagne), est l'une des figures majeures de la renaissance culturelle roumaine, devenu officier, homme d'État et souverain des Principautés unies de Moldavie et de Valachie entre 1859 et 1866.

## Biographie

### Origines familiales
Alexandre Jean Cuza appartient à la classe noble traditionnelle des boyards, majoritaire dans les gouvernements locaux de Valachie et de Moldavie, gardant le contrôle de la terre (système latifundiaire), clé de la fortune et du pouvoir dans l'ère pré-industrielle. La famille Cuza appartient à la mouvance libérale, et Alexandre, parfaitement francophone, est éduqué dans cet esprit. Citant Mavrocordato, il dit de lui-même : « Je ne suis pas un homme du peuple, mais je suis un homme pour le peuple. »

### Jeunesse
Alexandre Jean (Alexandru Ioan) Cuza est né le 1er avril 1820 (le 20 mars 1820 selon le calendrier julien) à Bârlad en Moldavie. Il est le fils de Ioan Cuza (1783-1848) et de Sultana Cozadini (vers 1795-1865), née à Constantinople dans une famille roumaine d'origine gréco-italienne. Ses parents, mariés en 1812, ont deux autres enfants : Dumitru, mort d'un accident d'équitation et une sœur, Sultana, mariée à un préfet nommé Mihai Jora, devenu ministre des affaires étrangères de Moldavie en 1860-1861. Son père, boyard et propriétaire terrien est originaire du Județ de Vaslui où sa famille a occupé durant plusieurs générations des postes dans la haute administration moldave.
Sa famille paternelle participe à la révolution roumaine de 1821 alors qu'il est encore un nourrisson. En 1831, il commence ses études dans un pensionnat à Iași dirigé par un Français : Victor Cuenin. Il y côtoie Mihail Kogălniceanu et Vasile Alecsandri. En 1835, il obtient son baccalauréat à Paris, puis poursuit des études en droit et en médecine qu'il n'achève pas. Il est membre de la Société des économistes dont il démissionne en 1840. De retour en Moldavie, il intègre l'armée moldave, puis devient président du tribunal de Covurlui en mars 1842. Le 30 avril 1844, il épouse Elena Rosetti, fille du postelnic Iordache Rosetti, boyard de haut rang issu de la famille Rosetti, avec laquelle il n'a pas de postérité. Cependant, son épouse élève les deux fils qu'Alexandre a eus de sa maîtresse Elena Maria (Marija) Obrenović, Alexandru (né en 1862 ou 1864) et Dimitrie (né en 1865).

### Révolution de 1848
Alexandre Jean participe à la Révolution roumaine de 1848, connue comme le « Printemps des peuples européens », mais il y joue un rôle secondaire. En Moldavie le calme est rapidement rétabli, mais en Valachie, les révolutionnaires prennent le pouvoir, proclament la République et gouvernent pendant tout l'été 1848. Mihail Sturdza, dirigeant de Moldavie, met immédiatement fin à toute tentative de mouvement révolutionnaire en arrêtant la plupart des conspirateurs. Bien qu'il ait été prévu que certains d'entre eux, dont Cuza, soient envoyés dans l'Empire ottoman, avec l'aide du consul britannique à Brăila, ils réussissent à atteindre la Transylvanie, puis la Bucovine, où Alexandre est témoin des événements révolutionnaires. Cuza passe un an en exil, à Vienne, Paris et Constantinople, rentrant au pays lors de la nomination de Grigore V Ghica, nouveau souverain en Moldavie en octobre 1849.

### Fonctions judiciaires et militaires
Il est reconduit dans ses fonctions de président du tribunal de Covorlui à deux reprises (1849-1851 et 1855-1856), puis devient directeur du ministère de l'Intérieur (1851), recevant pendant cette période le grade de vornic. Le 6 juin 1856, il est nommé pârcălab (burgrave) de Galaţi, mais immédiatement après la fin de mandat de Grigore V Ghica en juillet 1856, il est renvoyé par le caïmacan Teodor Balș qui meurt subitement en mars 1857. Cuza est directement réintégré dans l'armée par le nouveau caïmacan, Nicolas Vogoridès en 1857.

### Règne
Après une carrière militaire dans l'armée moldave où il obtient le grade de colonel et pendant laquelle il rejoint la Franc-maçonnerie, il devient ministre de la guerre en 1858, et représente le județ de Galați à l'Assemblée de Iași. À ce titre, il œuvre, sous la garantie des puissances européennes instaurée à l'issue de la guerre de Crimée, à élire un souverain progressiste au trône de Moldavie (dans les Principautés roumaines, la monarchie était élective, les nobles désignant leur souverain). Cuza, brillant orateur dans les débats et défendant fermement l'union des principautés, est élu lui-même prince de Moldavie le 17 janvier 1859 (le 5 janvier du calendrier julien) et prince de Valachie le 5 février (le 24 janvier julien) suivant.
C'est ainsi que le colonel Alexandre Jean Cuza réalise de facto l'union (personnelle) des deux principautés. Les puissances européennes, initialement réticentes, finissent par la valider. Napoléon III étant son ardent défenseur, alors que les ministres autrichien et russe désapprouvent cette union au congrès de Paris (18 octobre 1858) ; en partie parce que l'autorité de Cuza n'était pas reconnue par le sultan ottoman, suzerain en titre des principautés roumaines, qui finit cependant par céder le 23 décembre 1861.
L'Union est formellement déclarée trois ans plus tard, le 5 février 1862 (le 24 janvier julien), et le nouveau pays reçoit le nom de Roumanie, avec Bucarest comme capitale.
Alexandre ne se révèle pas un bon diplomate politiquement et manque d'ascendant, préférant consulter qu'imposer et évitant les confrontations, mais il sait choisir des ministres progressistes comme Vasile Alecsandri, Carol Davila ou Mihail Kogălniceanu et obtient facilement l'accord du sultan pour l'unification du parlement, duquel il reçoit le trône à vie, en reconnaissance de la complexité de la tâche. Il devient dès lors la représentation politique d'une Roumanie désormais unie et décidée à sortir des cadres hérités du Moyen Âge pour entrer dans la modernité.

#### Réformes
Assisté par son Premier ministre Mihail Kogălniceanu, un chef intellectuel de la révolution de 1848, Cuza entreprend une série de réformes qui contribuent à la modernisation de la société et des structures de l'État roumain :
- la sécularisation des immenses domaines ecclésiastiques en 1863 (près d'un quart de la superficie agricole utile appartenait aux orthodoxes non imposables, qui dépendaient de la République monastique du Mont-Athos à laquelle ils envoyaient une quantité substantielle de leurs énormes revenus fonciers[6]). Alexandre reçoit l'accord du Parlement pour exproprier ces terres et les distribuer aux paysans. Il offre une compensation financière à l'Église orthodoxe, mais le patriarche Nifon Rusailă refuse de négocier. C'est une erreur, car après quelques années, le gouvernement roumain retire son offre, et la somme n'est jamais payée. L'État récolte de nouveaux revenus fonciers sans augmenter ni ajouter d'impôts.
- la réforme agraire, qui libère les paysans des dernières corvées féodales, et leur accorde la liberté de mouvement, en plus de la redistribution des terres sécularisées (1864). Mais, si Cuza espère ainsi s'assurer un soutien solide parmi la paysannerie, il exaspère ainsi l'opposition des boyards conservateurs qui rallient à eux une partie des « centristes ». Une loi libérale, qui garantit aux paysans la propriété de la terre sur laquelle ils travaillent, ne passa pas au Parlement. En revanche, les conservateurs réagissent par une nouvelle loi qui avalise la fin aux corvées et aux dîmes des paysans, mais donne aux boyards l'exclusivité du droit de propriété foncière dans tout le pays. Alexandre y met son veto et organise un plébiscite pour changer la Constitution, à la manière de Napoléon III. Son plan pour établir le suffrage universel pour les hommes, doublé du pouvoir pour le prince de gouverner par décret, est approuvé par 682 621 voix contre 1307. Muni de ses nouveaux pleins pouvoirs, Alexandre promulgue alors la loi agraire de 1863 : les paysans reçoivent la pleine propriété des deux tiers des terres qu'ils exploitent, tandis que les boyards en conservent le tiers restant. Les terres confisquées aux monastères et non encore distribuées aux paysans doivent être utilisées comme compensation pour les boyards. Les paysans ne sont pas satisfaits de cette répartition et les boyards manœuvrent pour garder les meilleures terres. Ils utilisent les fonds compensatoires comme capital pour investir et la classe des boyards retrouve du pouvoir dans les débuts de la société capitaliste, avec le commerce, le développement de la flotte et les premiers chemins de fer.
- l'instauration en 1864 d'un nouveau code civil et d'un code pénal dans lequel la peine de mort est abolie.
- l'instauration la même année d'un enseignement public primaire gratuit et obligatoire[6].
- la fondation de nouvelles universités publiques, celles de Iași en 1860 et de Bucarest en 1864.
- le développement d'une armée roumaine moderne et européenne, en relation opérationnelle avec la France.
- l'émancipation des Roms, délivrés de la servitude appelée « robie » (qui n'était pas un esclavage, comme ce terme est souvent traduit par erreur, mais plutôt un servage qui liait les Roms à une famille de boyards ou à un monastère).

Les réformes importantes qu'il impose pour faire entrer la Roumanie de plain-pied dans le XIXe siècle touchent toutes les classes sociales et lui aliènent les boyards, le clergé et les grands bourgeois conservateurs, ainsi ses sujets les plus influençables, tandis que les plus radicaux les trouvent largement insuffisantes et lui reprochent sa propension à composer avec les classes dominantes.

#### Déposition
Alexandre échoue dans ses efforts pour créer une alliance entre des paysans prospères et un prince fort et libéral, qui gouvernerait comme un despote bienveillant à la manière de Napoléon III. Une dépression financière due à la spéculation sur les blés, un scandale monté en épingle par le clergé au sujet de sa maîtresse, et le mécontentement populaire dû à l'insuffisance, mais aussi à l'incompréhension de ses réformes, aboutit à ce que les humanistes roumains ont appelé la « Monstrueuse Coalition » entre conservateurs et libéraux radicaux. Le 22 février 1866 à quatre heures du matin, une bande de conspirateurs entre dans le palais, et enjoint au prince de signer son abdication. Ils le conduisent le lendemain directement à la frontière du pays.

### Exil et fin de vie
Le premier successeur de Cuza est le prince Philippe, frère de Léopold II, roi des Belges, nommé par le parlement prince régnant le lendemain de sa déposition (le 23 février), mais il décline cette offre dans les jours qui suivent. C'est le prince Charles de Hohenzollern-Sigmaringen, proclamé prince de Roumanie sous le nom de Carol Ier le 20 avril 1866 qui accepte de régner sur les principautés roumaines où il arrive le 22 mai suivant. Ironiquement, un prince étranger non lié à la classe des boyards roumains, garant de l'indépendance du gouvernement, constituait l'objectif des libéraux de la révolution de 1848.
Le prince Alexandre Cuza passe le reste de sa vie en exil à Paris, Vienne et Wiesbaden. Il meurt à 53 ans, le 15 mai 1873 à Heidelberg, en Allemagne, d'une fluxion de poitrine, alors qu'il s'était rendu dans cette ville pour y inscrire ses deux fils dans un pensionnat.
Il est inhumé dans la résidence de sa famille à Ruginoasa. Après la Seconde Guerre mondiale, ses restes sont transférés au monastère des Trois Hiérarques à Iași.

## Dans la culture populaire
Dans Le Sceptre d'Ottokar, huitième album des Aventures de Tintin, dessiné par Hergé en 1939, parmi divers modèles de souverains réels, Alexandre Cuza aurait inspiré le personnage du roi de Syldavie Muskar XII.

## Ascendance
Les ascendants d'Alexandre Jean Cuza sont, :